# Synagoge (Gelsdorf)

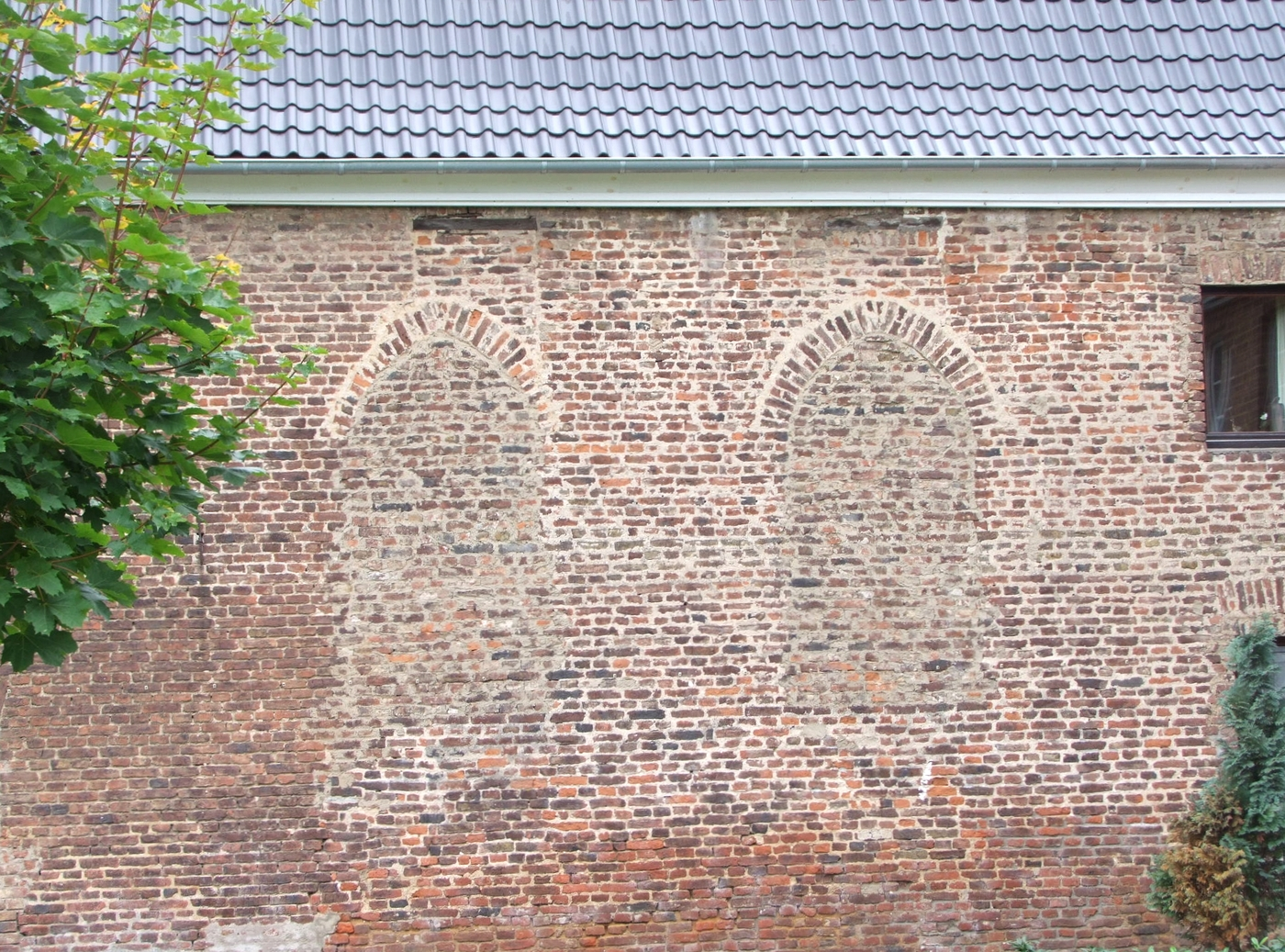
Ehemalige Synagoge in Gelsdorf, an den zugemauerten Fenstern zu erkennen

Die Synagoge in Gelsdorf, einem Ortsbezirk der Gemeinde Grafschaft im rheinland-pfälzischen Landkreis Ahrweiler, wurde 1861/62 errichtet. Die profanierte Synagoge steht an der Bonner Straße 48.

## Geschichte
Zunächst hatte die jüdische Gemeinde Gelsdorf einen Betsaal in einem Privathaus.
Im Jahr 1861 konnte die jüdische Gemeinde den mittleren Teil der linksseitigen Vorburg des Schlosses in Gelsdorf, der als Remise genutzt worden war, kaufen und diesen zu einer Synagoge umbauen, die am 13. Juni 1862 feierlich eingeweiht wurde.
Bereits in der Zeit nach dem Ersten Weltkrieg war die Zahl der jüdischen Gemeindemitglieder so stark zurückgegangen, dass keine regelmäßigen Gottesdienste mehr abgehalten werden konnten, da ein Minjan nicht mehr zustande kam. So wurde die Synagoge nicht mehr genutzt und verfiel.
Beim Novemberpogrom 1938 blieb das Synagogengebäude im Schloss von der Zerstörung bewahrt. Im Jahr 1939 kaufte ein Gelsdorfer Maurermeister das Synagogengebäude vom Preußischen Landesverband jüdischer Gemeinden und baute sie zu einer Wohnung für den eigenen Bedarf um.